# Love No Limit
"Love No Limit"  é uma música hip-hop soul R&B  escrita pelo americano cantor, compositor Kenny Greene da década de 1990,foi co-escrita por Dave Hall e produzido por DeVant Swing, que é conhecido por seu trabalho como produtor com companheiros do grupo R&B Jodeci em 1990, foi gravada por Blige em 1992. A música vem de seu primeiro álbum aclamado pela crítica. Em uma entrevista VH1 soul Blige alegou que seu estilo vocal foram baseadas em sua ídola, Anita Baker. Na versão remix oficial, que é encontrada no álbum What's the 411? Remix, álbum de remixes, a música abre com um trecho da versão original, então o remix com Blige começa a ser cantada de maneira alternativa: a batida principal leva uma amostra de Keni Burke's "Risin' to the Top".A canção alcançou a Billboard Hot 100 e R&B singles chart, atingindo um máximo de #44 e #5, respectivamente, em junho de 1993. A cantora de R&B Monica cantou a canção como uma homenagem a Blige no Prêmio Essence 2003.

## Video
O vídeo da música foi dirigido por Matthew Rolston no dia 11 de novembro de 1993,  Blige se  apresenta cantando em um clube, em preto-e-branco, enquanto cantava a letra. O vídeo apresenta a estréia como ator de Adewale Akinnuoye-Agbaje, que mais tarde estrelou na série de televisão Lost.

## Paradas
| Parada                                         | Posicão |
| ---------------------------------------------- | ------- |
| Estados Unidos Billboard Hot 100               | 44      |
| Estados Unidos Billboard Hot R&B/Hip-Hop Songs | 5       |